# Ладон (дракон)

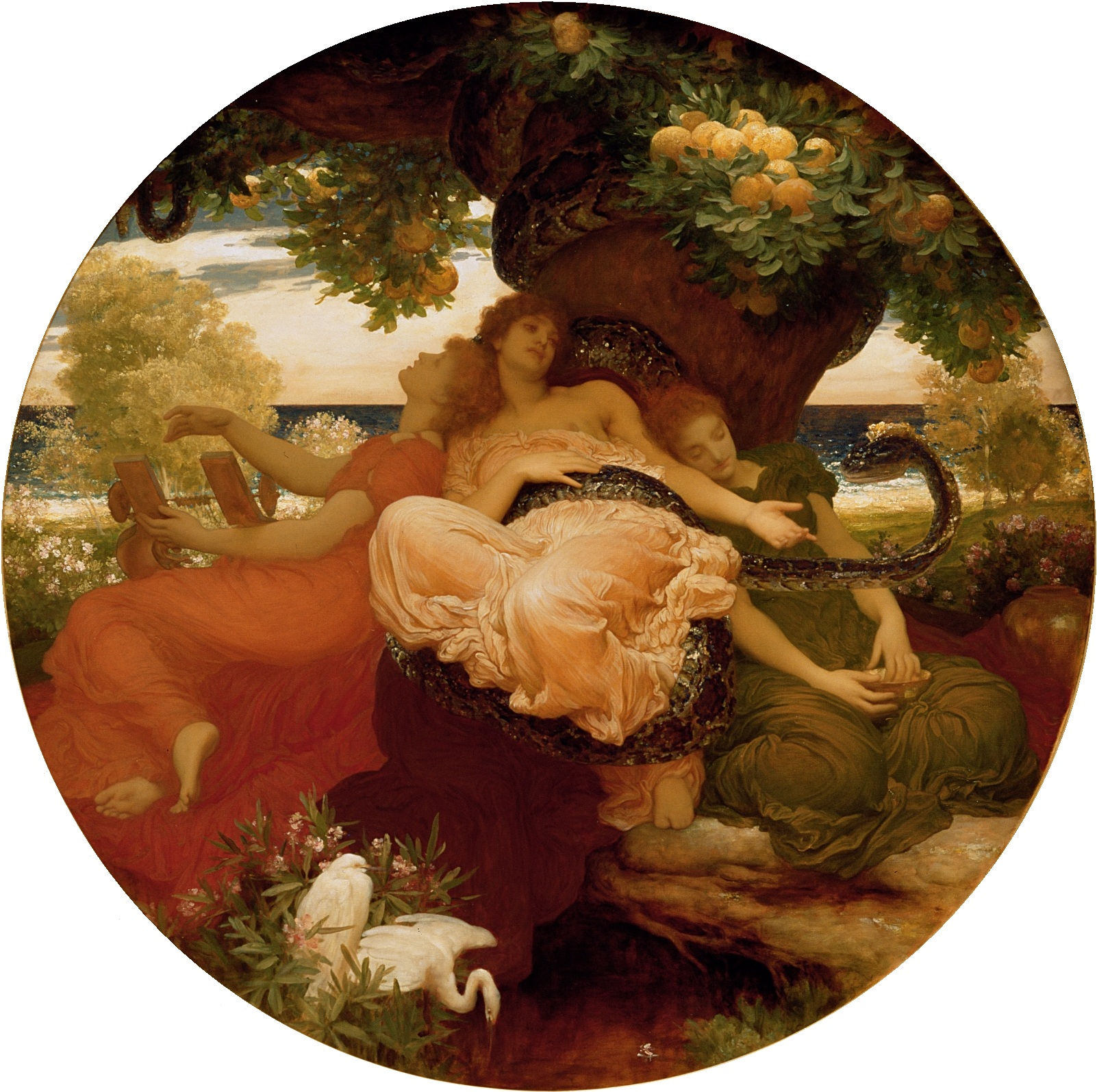
Ф. Лайтон. «Сад Гесперид»: змей Ладон охраняет яблоки

Ладон (др.-греч. Λάδων) — персонаж древнегреческой мифологии, титан, как и многие титаны после поражения в Титаномахии превратился в чудовище — дракона. Также встречается форма имени Лафон или Лефон.
По рационалистической интерпретации, был человеком и пастухом овец Геспера, был убит Гераклом. По другому истолкованию, человек Дракон, скопивший заботами о саде много золота.
Согласно «Теогонии» Гесиода, сын Форкия и Кето. По Псевдо-Гесиоду, сын Тифона и Эхидны. По поэме Писандра, родился из земли.
Гера поставила его сторожить яблоки Гесперид , дракон никогда не спал, был убит Гераклом, стал созвездием Дракона, на его разложившийся труп наткнулись аргонавты.
Образ Ладона вместе с ветхозаветным Левиафаном скорее всего восходит к угаритскому Латану, нежели к змею искусителю книги Бытия.
В греческой мифологии рассказывается об огнедышащем драконе с сотней голов, змееподобное тело которого обвивает дерево с золотыми яблоками. Это чудовище отправила в сад Гесперид богиня Гера, жена Зевса. Ладон должен был охранять золотые яблоки от похитителей. Ни одна из ста голов дракона никогда не спала, и каждая говорила своим особенным голосом. Двести свирепых и бдительных глаз Ладона были гарантией того, что никто не приблизится к золотым яблокам. Любой, кто осмеливался приплыть к краю земли в поисках золотых яблок Геры, рисковал быть разорванным на части громадными зубами Ладона или быть задушенным в кольцах его мускулистого тела.
Двенадцатый подвиг Геракла состоял в том, чтобы тот принес Еврисфею три золотых яблока. Герой пропитал наконечники своих стрел ядом Лернейской Гидры и выпустил их в Ладона через стену сада. Ужасный дракон упал, сраженный отравленными стрелами, а Геракл спокойно вошел в сад и сорвал яблоки. Позднее проплывавшие мимо аргонавты говорили, что видели поверженного дракона, у которого чуть подрагивал лишь кончик хвоста.
Когда кровь из ран Ладона пропитала землю, из каждой её капли выросли драконовы деревья. У них массивные стволы и перекрученные ветви. Их темно-красный сок называют кровью драконова дерева. Считается, что он обладает целебными свойствами.
После гибели Ладона Гера отправила его на небо. Так появилось созвездие Дракон, которое вечно извивается вокруг Полярной звезды, подобно Ладону, который вился вокруг дерева с золотыми яблоками.